# 4 Your Eyez Only
4 Your Eyez Only é o quarto álbum de estúdio do rapper norte-americano J. Cole, lançado a 9 de dezembro de 2016 através da Dreamville Records, Roc Nation e Columbia Records. O disco estreou na primeira posição da tabela musical Billboard 200, com 492 mil unidades vendidas na semana de estreia.

## Desempenho nas tabelas musicais

### Posições
| Tabela musical (2016)             | Melhor posição |
| --------------------------------- | -------------- |
| Austrália - ARIA Albums Chart     | 6              |
| Estados Unidos - Billboard 200    | 1              |
| Nova Zelândia - NZ Top 40 Albums  | 10             |
| Reino Unido - UK Albums Chart     | 21             |
| Reino Unido - UK R&B Albums Chart | 2              |
| Suécia - Sverigetopplistan        | 3              |